# Northern Trust
Northern Trust (рус. Северный Траст) — американская финансовая холдинговая компания, оказывающая инвестиционные и депозитарные услуги. Northern Trust имеет 85 офисов в 18 штатах США и 20 международных офисов в Европе, на Ближнем Востоке и в Азиатско-Тихоокеанском регионе. Входит в двадцатку крупнейших банков США.
Размер депозитарных активов — $11,3 трлн, размер активов под администрированием — $3,27 трлн, размер активов под управлением — $1,41 трлн на конец 2020 года.

## История
Банк The Northern Trust Company был основан Байроном Лафлином Смитом 12 августа 1889 года в Чикаго, штат Иллинойс. Смит обеспечил 40 % от первоначального акционерного капитала в $1 млн, среди других 27 акционеров банка были такие известные чикагские предприниматели, как Маршалл Филд, Филип Дэнфорт Армор и Мартин Райерсон. К концу первого года работы размер депозитов в банке превысил $1,5 млн, а к концу 1895 года составил $10,5 млн. В 1906 году банк построил новое здание для своей штаб-квартиры, главной достопримечательностью которого стала первая в Чикаго система кондиционирования воздуха, а также самая передовая на то время телефонная система. С 1912 года банк начал вести операции с ценными бумагами. В 1914 году он вошёл в состав новосозданной Федеральной резервной системы. В марте 1914 года умер основатель банка Байрон Смит, и пост главы банка занял его сын, Соломон Смит. Со вступлением США в первую мировую войну в 1917 году Northern Trust был выбран в качестве депозитария имущества вражеских стран на сумму в полмиллиарда долларов. Великую депрессию банк пережил сравнительно благополучно: в округе Кук штата Иллинойс из 335 банков в 1929 году в 1935 году осталось только 95, за то же время объём депозитов в Northern Trust вырос с $56 млн до более $300 млн. С началом Второй мировой войны банк занялся размещением государственных военных облигаций и за время войны удвоил размер своих активов. В 1963 году умер Соломон Смит и его сменил Эдуард Байрон Смит (сын Соломона); активы банка к этому времени достигли 1 млрд долларов. В конце 1960-х было открыто представительство в Лондоне и основана Northern Trust International Banking Corporation, дочерняя компания, зарегистрированная в Нью-Йорке. В 1971 году была куплена Security Trust Company, компания из Майами, благодаря чему регион деятельности Northern Trust расширился на Флориду. В 1974 году банк начал оказывать трастовые услуги в штате Аризона, а в 1988 году — в Калифорнии. В 1989 году банк вышел на рынок Техаса, купив Concorde Bank. В 1979 году Эдуард Смит ушёл в отставку, его сменил Норман Штауб (E. Norman Staub), через несколько лет банк возглавил Филип Свит (Philip W. K. Sweet), а после него — Вестон Кристоферсон (Weston Christopherson) и Дэвид Фокс (David W. Fox). С 1995 по 2007 год Northern Trust возглавлял Уильям Озборн.
Холдинговая компания Northern Trust Corporation была зарегистрирована в 1971 году, банк стал её дочерней компанией. Банк продолжает быть практически единственной составляющей корпорации, на него на конец 2015 года приходилось $116,4 млрд из $116,7 млрд активов, $7,9 млрд из $8,7 млрд собственного капитала.

## Деятельность
Основные подразделения, составляющие Northern Trust Corporation:
- Услуги корпорациям и финансовым институтам (Corporate & Institutional Services) — предоставляет услуги по обслуживанию активов корпорациям, пенсионным и инвестиционным фондам и другим финансовым институтам по всему миру. Эти услуги включают хранение активов (на 30 июня 2017 год — на сумму $6,8 трлн), инвестирование и администрирование активов (размер активов под управлением — $700 млрд, размер активов под администрированием — $1 трлн на 2017 год), аналитические услуги, обмен валют и другие. Выручка в 2020 году составила $3,49 млрд, чистая прибыль — $521 млн.

Институциональные трастовые и фидуциарные услуги (англ. Institutional Trust & Fiduciary Services).
- Directed Trust
- Delegated Trust (Co-Trustee)
- Common Trust Fund
- Collective Trust Fund
- Commingled Trust Fund
- Collective Investment Trust Fund

Northern Trust оказывает доверительное управление, трастовые и фидуциарные услуги индивидуальным и институциональным клиентам через дочерние компании Northern Trust Global Investments Limited с активами $140 млрд, Northern Trust Investments, Inc. с активами $680 млрд, Northern Trust Investments, N.A. с активами $370 млрд.
- Управление состоянием (Wealth Management) — обслуживание индивидуальных клиентов с размером личного состояния, превышающим $200 млн. Услуги включают хранение и инвестирование активов, трастовые и фидуциарные услуги, финансовые консультации, поддержка филантропной деятельности. Офисы подразделения расположены в 18 штатах и Вашингтоне, в офшорной зоне на острове Гернси, в Лондоне и Абу-Даби. Размер депозитарных активов — $600 млрд, размер активов под администрированием — $900 млрд, размер активов под управлением — $300 млрд. Выручка в 2020 году составила $2,67 млрд, чистая прибыль — $292 млн[1]

Персональные трастовые услуги (англ. Personal Trust Services).
- Irrevocable Life Insurance Trust
- Asset Protection Trust
- Spendthrift Trust
- Special Needs Trust
- Intentionally Defective Grantor Trust
- Intentionally Defective Irrevocable Trust
- Spousal LifeTime Access Trust
- Grantor Retained Annuity Trust
- Grantor Retained Income Trust
- Grantor Retained UniTrust
- Qualified Personal Residence Trust
- Qualified Terminable Interest Property Trust
- Dynasty Trust
- Generation Skipping Trust

В структуре доходов компании из $6,14 млрд выручки 1,44 млрд составил чистый процентный доход, 4 млрд — комиссионный доход 63 % (плату за трастовые, инвестиционные и другие услуги). В структуре активов под управлением 51 % составляют акции (и другие ценные бумаги без фиксированной доходности), 17 % приходится на облигации и другие ценные бумаги с фиксированной доходностью, 20 % на наличные деньги и другие ценности, 12 % — другие кредитные обязательства (Securities Lending Collateral). Основная часть активов в депозитариях находится в Северной Америке — $5,7 трлн и Европе (включая Ближний Восток и Африку) — $3,5 трлн. Из $1,4 трлн активов под управлением в 2020 году $677 млрд пришлось на Северную Америку.
Деятельность Northern Trust Corporation в осуществляется преимущественно в США: в 2015 году на домашний рынок пришлось $4,36 млрд из $6,14 млрд выручки, $907 млн из $1,209 млрд чистой прибыли и $132 млрд из $170 млрд активов. В других странах деятельность ограничивается сотрудничеством с банками, наиболее значительно присутствие в Канаде, Японии и Великобритании, а также в Германии, Сингапуре, Швеции, Франции, Швейцарии, Австралии, Нидерландах, Финляндии.

## Финансовые показатели
| Год                          | 2001  | 2002  | 2003  | 2004  | 2005  | 2006  | 2007  | 2008  | 2009  | 2010  | 2011  | 2012  | 2013  | 2014  | 2015  | 2016  | 2017  | 2018  | 2019  | 2020  |
| ---------------------------- | ----- | ----- | ----- | ----- | ----- | ----- | ----- | ----- | ----- | ----- | ----- | ----- | ----- | ----- | ----- | ----- | ----- | ----- | ----- | ----- |
| Выручка                      | 2,140 | 2,066 | 2,088 | 2,326 | 2,686 | 3,061 | 3,572 | 4,328 | 3,572 | 3,488 | 3,770 | 3,896 | 4,089 | 4,331 | 4,703 | 4,962 | 5,375 | 5,960 | 6,073 | 6,135 |
| Чистая прибыль               | 0,488 | 0,447 | 0,405 | 0,506 | 0,584 | 0,665 | 0,727 | 0,795 | 0,864 | 0,670 | 0,604 | 0,687 | 0,731 | 0,812 | 0,974 | 1,033 | 1,199 | 1,556 | 1,492 | 1,209 |
| Активы                       | 39,66 | 39,48 | 41,45 | 45,28 | 53,41 | 60,71 | 67,61 | 82,05 | 82,14 | 83,84 | 91,95 | 92,98 | 94,86 | 104,1 | 110,7 | 123,9 | 138,6 | 132,2 | 136,8 | 170,0 |
| Собственный капитал          | 2,774 | 3,000 | 3,055 | 3,296 | 3,601 | 3,944 | 4,509 | 6,389 | 6,312 | 6,830 | 7,024 | 7,358 | 7,668 | 8,167 | 8,625 | 9,770 | 10,22 | 10,51 | 11,09 | 11,69 |
| Активы под управлением, млрд | 319,9 | 302,5 | 478,6 | 571,9 | 617,9 | 697,2 | 757,2 | 558,8 | 627,2 | 643,6 | 662,9 | 758,9 | 884,5 | 934,1 | 875,3 | 942,4 | 1161  | 1069  | 1231  | 1405  |
| Активы в депозитариях, млрд  | 1653  | 1480  | 2086  | 2554  | 2925  | 3545  | 4135  | 3008  | 3657  | 4081  | 4263  | 4805  | 5576  | 5969  | 6072  | 6721  | 8085  | 7594  | 9234  | 11263 |

## Акционеры
Крупнейшие владельцы акций Northern Trust на 31 марта 2017 года.
| Название акционера                               | Количество акций | Процент |
| ------------------------------------------------ | ---------------- | ------- |
| The Vanguard Group, Inc.                         | 13,891,932       | 6.31    |
| BlackRock Capital Management, Inc.               | 13,279,770       | 6.03    |
| FMR Co., Inc.                                    | 12,370,754       | 5.62    |
| Northern Trust Investments, N.A.                 | 12,230,312       | 5.55    |
| Wellington Management Company, LLP               | 12,181,018       | 5.53    |
| State Street Global Advisors, Inc.               | 10,341,159       | 4.70    |
| T. Rowe Price Associates, Inc.                   | 9,050,769        | 4.11    |
| Northern Trust Thrift-Incentive Plan             | 8,285,779        | 3.76    |
| J.P. Morgan Investment Management Inc.           | 8,226,919        | 3.73    |
| American Century Investment Management, Inc.     | 7,404,174        | 3.36    |
| Goldman Sachs Asset Management, L.P.             | 5,109,713        | 2.32    |
| Invesco Advisers, Inc.                           | 4,522,044        | 2.05    |
| Findlay Park Partners LLP                        | 2,742,643        | 1.24    |
| PRIMECAP Management Company                      | 2,553,950        | 1.16    |
| State Street Global Advisors (Australia) Limited | 2,466,749        | 1.08    |
| FIL Limited                                      | 2,243,105        | 0.99    |
| Geode Capital Management, LLC                    | 2,225,259        | 1.01    |
| Ariel Investments, LLC                           | 2,080,359        | 0.94    |
| Columbia Management Investment Advisers, LLC     | 2,022,331        | 0.91    |
| Mellon Capital Management Corporation            | 1,941,662        | 0.88    |
| Waddell & Reed Investment Management Company     | 1,680,104        | 0.76    |
| Wells Fargo Advisors, LLC                        | 1,626,269        | 0.73    |
| Dimensional Fund Advisors Limited                | 1,002,000        | 0.45    |
| MFS Investment Management K.K.                   | 997,276          | 0.45    |
| Deutsche Investment Management Americas Inc.     | 946,516          | 0.43    |
| Managed Account Advisors, LLC                    | 789,507          | 0.35    |

## Дочерние компании
- Northern Trust Asset Management
- Northern Trust Investments Inc.
- Northern Trust Investments, N.A. (США)
- Northern Trust Global Advisors, Inc.
- Northern Trust Global Investments Limited.
- Northern Trust Global Investments Japan K.K. (Япония)